# Atys (Lully)
Atys (LWV 53) je francouzská opera od Jeana-Baptiste Lullyho, libreto sepsal Philippe Quinault podle Fasti od Publia Ovidia Nasa. Opera měla premiéru 10. ledna 1676, na zámku Saint-Germain-en-Laye.
Opera byla úspěšná, avšak nesplnila plně představy tvůrců (setkala se s vlažným přijetím u pařížského publika, objevovaly se kritiky Philippa Quinaulta, které pak vrcholily v době premiéry opery Isis). Nicméně král Ludvík XIV. si ji velice oblíbil, proto se Atys stal známý jako Královská opera. Přímo pro krále byla uvedena v reprízách v letech 1678 a 1682.

## Inscenační historie
Atys byl hrán u královského dvora (na zámku v Saint-Germain-en-Laye) opět v lednu 1678. Pro reprízu v pařížském působišti Královské hudební akademie, v Théâtre du Palais-Royal, v roce 1682 byla z podnětu Ludvíka XIV. ještě doplněna baletní čísla. Znovu se Atys hrál již po Lullyho smrti v letech 1689 a 1690 (s představeními ve Versailles), 1699, 1708, 1709, 1725, 1738, 1740 (též na zámku ve Fontainebleau), 1747 a naposledy v roce 1753.
Atys patřil i mimo Paříž mezi nejhranější opery. V roce 1688 a 1689 byl hrán v Marseille, v roce 1689 v Lyonu (představení byla předčasně ukončena požárem divadla 30. listopadu). Do Lyonu se Atys vrátil ještě v roce 1710, 1741–1743 a 1749. Další představení jsou doložena ve Vitré u Rennes (1689), v Rouenu (1692), v Lille (1720?) a v Metách (1730).
Mimo Francii se hrál Atys v Nizozemí; roku 1687 v Amsterdamu, patrně v letech 1701–02 a 1718 v Haagu a v roce 1723 opět v Amsterdamu (pod názvem Atys en Sangarida). Častěji byl uváděn též v Bruselu, již roku 1695 v divadle na Quai aux Foins a v roce 1700 k inauguraci nové budovy divadla Théâtre de la Monnaie (17. října). Naposledy se zde hrál v roce 1741. Podle zachované partitury s poznámkami ještě před rokem 1686 rovněž v markrabské rezidenci v Ansbachu.
Když Lullyho opery opustily repertoár, přepracoval Quinaultovo libreto do tříaktové podoby Jean-François Marmontel pro skladatele Niccolu Piccinniho. Jeho opera Atys měla premiéru v pařížské opeře 22. února 1780.
Byla to právě moderní uvedení Atyse, které zahájilo znovuobjevování francouzské operní tvorby 17. a 18. století. Průlomovou inscenaci připravil souboru Les Arts Florissants s dirigentem Williamem Christiem v režii Jeana-Marie Villégiera. Její premiéra se odehrála 20. prosince 1986 v Teatro Communale ve Florencii. Inscenaci následně převzalo Théâtre national de l'Opéra-Comique v Paříži a divadla v Caen, Montpellieru, inscenace byla na turné v Brazílii, na festivalu v Innsbrucku a v Brooklyn Academy of Music v New Yorku, v roce 1989 se představila i v zámeckém divadle ve Versailles a v roce 1992 v Madridu (Teatro de la Zarzuela). Tato inscenace byla obnovena v roce 2011 a znovu hrána v Opéra-Comique, Caen, Bordeaux, Versailles a Brooklynu.
Další inscenace opery byly v Athénách (2009, též o rok později na festivalu ve Volosu), na festivalu Musiques à la Chabottterie (poblíž La Roche-sur-Yon, 2009).
V roce 2024 byl Atys nastudován souborem Les Talents Lyriques.

## Osoby a první obsazení
| Prolog | Prolog       | Prolog                                                                 | Prolog |
| Role | Hlas         | Premiéra, 10. ledna 1676 (v roli účinkoval:)                           |        |
| --- | ------------ | ---------------------------------------------------------------------- | ------ |
| Čas (Le Temps) | baryton      | François Beaumavielle                                                  |        |
| Flora (Flore), bohyně | soprán       | Marie Verdier                                                          |        |
| Melpomené (Melpomène), múza tragédie | soprán       | Beaucreux                                                              |        |
| Iris, bohyně | soprán       | Desfronteaux                                                           |        |
| Jeden ze zefyrů | haute-contre | de la Grille                                                           |        |
| Héraklés, Antaios, Idás, Lynkeus, Eteoklés, Polyneikés, Castor a Pollux | taneční role | Pierre Beauchamp, Dolivet, Faure, Favier, Lestang, Magny, Louis Pécour |        |
| Dvanáct denních a dvanáct nočních hodin | taneční role |                                                                        |        |
| Šest nymf a čtyři zefyrové z průvodu Flory |              |                                                                        |        |
| Tragédie |              |                                                                        |        |
| Atys (Attis), příbuzný Sangaridy a oblíbenec Céléna | haute-contre | Bernard Clédière                                                       |        |
| Idas, Atysův přítel | bas-taille   | Antoine Morel                                                          |        |
| Sangaride, nymfa, dcery boha řeky Sangar | soprán       | Marie Aubry                                                            |        |
| Doris, nymfa, přítelkyně Sangaride, sestra Idase | soprán       | Marie-Madeleine Brigogne                                               |        |
| Kybelé (Cybèle), bohyně | soprán       | Saint-Christophle                                                      |        |
| Melisse, důvěrnice a kněžka Kybelé | soprán       | Bony                                                                   |        |
| Célénus, král Frýgie, syn Neptunův | baryton      | Jean Gaye                                                              |        |
| Hypnos Le sommeil, bůh spánku | haute-contre | Ribon                                                                  |        |
| Morfeus, Hypnův syn | haute-contre |                                                                        |        |
| Fobétór, Hypnův syn | baryton      |                                                                        |        |
| Fantasos, Hypnův syn | tenor        |                                                                        |        |
| Bůh řeky Sangar, otec Sangaride | bas          | Godonesche                                                             |        |
| Alléktó (Alecton), jedna z Lític | taneční role | Dauphin                                                                |        |
| Frygové a Fryžanky; kněžky Kybelé; doprovod Céléna; zefyrové; lidé různých národů přicházející na slavnost Kybelé; příjemné sny; zlé sny; bohové řek a potoků, nymfy studánek; lesní a vodní božstva; Korybanté |              |                                                                        |        |

## Děj opery

### Prolog
Čas si stěžuje, že marně zachovával jména slavných hrdinů dějin: jméno současného hrdiny (= Ludvíka XIV.) je všechna zastiňuje. To potvrzuje i dvanáct Hodin (recitativ a sbor En vain j'ai respecté… Ses justes lois).
Přichází bohyně Flora v doprovodu zefyrů a nymf, které zdobí místnost. Čas se diví, že přichází ještě před začátkem jara. Flora vysvětluje, že chce-li hrdinu ještě zastihnout zde, musí přijít ještě za zimy, neboť jakmile nastane jaro, odvábí jej Bellona do válečného pole (árie Flory Quand j'attends les beaux jours, její duet s Časem Les plaisirs à ses yeux ont beau se présenter a sbor Hodin na stejná slova). Flořin doprovod začíná taneční hru, k čemuž zpívá jeden ze zefyrů (árie zefyra Un printemps quelquefois est moins doux qu'il ne semble).
Hru přeruší přicházející múza tragédie Melpomené se svým doprovodem tvořeným antickými hrdiny. Vykazuje Flořinu družinu a oznamuje, že z příkazu bohyně Kybelé se bude hrát „spectacle pompeux“ (honosná podívaná) na počest hrdiny Atyse. Hrdinové z doprovodu Melpomené se dávají do půtek (balet), jejž přeruší sestoupení Iris na pásu duhy. Ta přináší nový rozkaz Kybelé: obě družiny mají spojit své síly a „největšímu z hrdinů“ připravil velkou slavnost, při níž může přemítat o svých budoucích triumfech (recitativ Iris Cybèle veut que Flore aujourd'hui vous seconde, duet Melpomené a Flory Rendons-nous, s'il se peut, dignes de ses regards sbor Préparez de nouvelles fêtes a menuet).

### 1. dějství
(Hora zasvěcená bohyni Kybelé ve Frýgii) Je časné ráno a chystá se slavnost, při níž má sama bohyně Kybelé sestoupit na zem, aby určila svého nového obětníka. Atys, důvěrník fryžského krále Céléna, svolává všechny Frygy na posvátnou horu (árie Atyse Allons, allons, accourez tous). Na jeho volání přichází nejdříve pouze Atysův přítel Idas a dobírá si ho, že jedině láska z něj dělá takové ranní ptáče (árie Idase Vous veillez lorsque tout sommeille). Atys se brání, že je zapřisáhlý mládenec a všichni vědí, že se lásky odříká. Idas se domnívá, že Amor nakonec dostihne každého (árie Tôt ou tard l'Amour est vainqueur). Onehdy on sám, schovávaje se v lesním podrostu, slyšel Atyse, jak se trápí láskou. A přes Atysovy protesty mu Idas doslovně cituje, jaké vzdychání slyšel (árie Idase Amants qui vous plaignez, vous êtes trop heureux). Atys se tedy přiznává, že je zamilován, ale prosí přítele o diskrétnost.
Objevují se dvě nymfy, Atysova příbuzná Sangaride a Idasova sestra Doris, a připojují se ke svolávání (kvartet Allons, allons, accourez tous). Atys blahopřeje Sangaride k jejímu nastávajícímu sňatku s králem Célénem, nymfa jeho blahopřání uctivě přijímá. Atys za sebe opakuje, že se do ženění nechystá (árie L'amour fait trop verser de pleurs), a potvrzuje Sangaride své pevné rozhodnutí nikdy se nezamilovat. – Když se Atys a Idas vzdálí, je Sangaride náhle melancholickou a na otázky Doris, proč se neraduje ze sňatku s mocným králem, jen vyjadřuje závist Atysovi, kterého netrápí láska (árie Sangaride Atys est trop heureux). Přiznává Doris, že ji povinnost nutí milovat vznešeného snoubence, ale ona se zamilovala zrovna do netečného Atyse. Doris vzdychá, že její přítelkyně je typická kráska: jakmile dobude jednoho, hledá dalšího, a kdo jeví nejmenší zájem, je milován nejvíce… Sangaride je však smířena s tím, že se dnes provdá (duet Sangaride a Doris Un amour malheureux dont le devoir s'offence).
Atys se vrací a Doris se pod průhlednou záminkou vzdaluje. Atys využije příležitosti a s vědomím, že sňatek krále s nymfou – jejž sám pomáhal zprostředkovat – je již neodvratný, se Sangaride svěřuje se svou láskou, jakož i s úmyslem si ihned po její svatbě vzít život. Sangaride je tímto neočekávaným sdělením přirozeně velmi rozrušena, zakazuje Atysovi podobné myšlenky a nakonec přiznává, že i její láska patří jemu. Oba litují promarněné šance (duet Si l'Hymen unissait mon destin et le vôtre a árie Atyse Aimons un bien plus durable).
Již se sbíhají Frygové a Atys a Sangaride společně vedou obřad vítající bohyni (duet a sbor Commençons, commençons). Frygové tančí na počest Kybelé. Ta se zjeví na svém kočáře, přijímá projevy úcty, ale nestačí jí: nařizuje Frygům, aby ji nejen ctili, ale i milovali (recitativ a árie Kybelé Venez tous dans mon temple… Vous devez vous animer). Lid se chápe této výzvy a zpěvem a tance ukončuje vítací obřad.

### 2. dějství
(Chrám Kybelé) U oltáře v chrámu Kybelé se potkávají Célénus a Atys. Král Atyse zadržuje. Myslí na svůj nadcházející sňatek se Sangaride a něco v jejím chování jej znepokojuje. Ptá se proto Atyse, zda ho podle Atysova mínění nymfa skutečně miluje. Atys se přímé odpovědi vyhýbá a tvrdí, že se v těchto věcech nevyzná, jsa sám k lásce netečný (árie Qu'un indifférent est heureux!). Zato král, který miluje, je sužován žárlivostí (árie Quand on ame bien tendrement). Zjevuje se bohyně k soukromému rozhovoru a král posílá Atyse pryč.
Kybelé hovoří s Célénem a tvrdí mu, že by jej s radostí jmenovala svým obětníkem, ale král má již dost božských i pozemských poct. Proto se rozhodla jmenovat svým obětníkem věrného Atyse. Král s bohyní (alespoň navenek) souhlasí: je synem Neptuna, králem mocné říše a brzy bude i manželem krásné nymfy, více nepotřebuje a bohyninu volbu schvaluje: Kybelé je spokojena (árie Il m'est doux que mon choix) a pověřuje krále, aby Atysovi dobrou novinu sám předal. Své důvěrnici Melisse bohyně vzápětí sděluje své pravé pohnutky k volbě Atyse: na minulé slavnosti se do něj totiž nesmírně zamilovala. Melissa není překvapena, protože Amor si podrobuje všechny bohy (árie Vous méprisiez trop l'Amour); jen se snad nemusela snižovat k pouhému smrtelníkovi. Ale Kybelé vysvětluje, že právě to jí vyhovuje, a chystá se svou lásku Atysovi vyjevit zvlášť originálním způsobem.
Přicházejí lidé ze všech národů, aby se poklonili bohyni i jejímu novému obětníkovi. I Atys vzdává Kybelé díky a všichni jí provolávají slávu (sbér Célébrons la gloire immortelle, tanec národů, tanec zefyrů a sbor Que la puissante Cybèle).

### 3. dějství
(Palác Kybelina obětníka) Atys v nové funkci přemítá o tom, jak je přízeň Štěstěny marná, nemáme-li přízeň Amorovu (árie Que servent les faveurs que nous fait la Fortune). Idas a Doris mu přicházejí povědět o tom, jak je Sangaride nešťastné, a Atyse napadá, že by se mohl obrátit o pomoc ke Kybelé, jež je mu zdá se nakloněna, i když nechce být neloajální králi. Idas a Doris jej však vybízejí, aby v lásce nedělal kompromisy a nebral na svého soka ohled (duet, pak tercet Nous venons partager vos mortelles allarmes… En vain un cœur, incertain de son choix). Když Atys osamí, sváří se v něm povinnost s láskou (árie Laisse mon cœur en paix, impuissante Vertu), až se jej náhle zmocní spánek.
Místnost se mění ve snovou krajinu, v níž vévodí květy máku. Hypnos, Morfeus, Fobétór a Fantasos kolébají Atyse k spánku (kvartet Dormons, dormons tous). Příjemné sny tančí kolem spícího hrdiny a Morfeus mu zvěstuje, že jej miluje bohyně Kybelé; jeho druhové Atysovi blahopřejí k této poctě a štěstí. Ale varují ho, že nesmrtelná milenka vyžaduje i bezmeznou věrnost. Příjemné sny vystřídají sny zlé, které Atyse varují před pomstou bohyně, pokud by ji urazil selháním ve své lásce k ní (Songes funestes: árie Garde-toy d' offencer un amour glorieux a balet a sbor L'amour qu'on outrage).
Atys se zděšeně probouzí a volá o pomoc. Objeví se mu Kybelé, uklidňuje ho a vyptává se ho na to, co se mu zdálo. Atys své vidění odbývá tím, že snům není radno věřit (árie Les plaisirs et les peines). Kybelé mu však potvrzuje, že jeho sen byl pravdivý, a ptá se ho, zda její lásku přijímá a bude ji rovněž milovat. Atys zmateně hovoří o své úctě k ní, ale Kybelé ho netrpělivě přerušuje: jakožto bohyně má úcty přehršel, ona po něm požaduje lásku.
Atysovy rozpaky se změní v opravdovou úzkost, když přiběhne Sangaride a podle úmluvy začne žádat Kybelé, aby ji osvobodila od svazku s králem. Atys ji s obavami přerušuje a formuluje tuto prosbu sám. Na jeho přímluv se Kybelé uvolí nymfě vyhovět a pověřuje Atyse (k jeho nelibosti), aby její rozhodnutí v tomto smyslu tlumočil svatebním hostům. Překvapená nymfa slyší bohyni přiznávat, že Atysovi nemůže žádnou prosbu odepřít, protože jej miluje. Sangarida zaraženě odchází, i Atys je poslán pryč.
V rozhovoru s Melissou si Kybelé stěžuje na Atysův nedostatek nadšení (árie L'ingrat Atys ne m'aime pas). Melissa se ji snaží upokojit dohadem, že Atysoví schází jen praxe a výřečnost v milostných věcech (árie Ce n'est pas un si grand crime), ale Kybelé pomalu dochází, že Atys musí mít rád Sangaride. Přesto posílá Melissu, aby zajistila, že Atysově prosbě bude vyhověno. O samotě pak naříká nad zklamanou nadějí (árie Espoir si cher et si doux).

### 4. dějství
(Palác boha řeky Sangar) V paláci boha řeky Sangar, Sangaridina otce, se chystá její sňatek s Célénem. Idas a Doris nacházejí Sangaride v slzách. Nymfa jim vypráví svůj dojem z rozhovoru s Kybelé: Atys ji stále nenechal mluvit a nijak neprotestoval, když bohyně začala hovořit o své lásce k němu. Idas a Doris přiznávají, že jim Atys připadal trochu nejistý, nicméně nymfě radí, aby nepropadala žárlivosti (duet Peut-on changer si tôt). Sangaride volá na pomoc rozum, aby překonal v její mysli lásku a dal jí zapomenout na Atyse (árie Revenez ma raison, revenez pour jamais). Avšak vytěsnit ze srdce první lásku je nemožné (tercet Qu'une première amour est belle).
Přichází Célénus se svým doprovodem, aby odvedl nevěstu k oltáři. Snaží se od ní zjistit, zda jej skutečně miluje, ale musí se spokojit s vyhýbavou odpovědí, že si mu jeho nastávající bude poslušnou chotí. Pak se ocitnou o samotě Atys a Sangaride. Nymfa Atysovi vyčítá jeho domnělou lásku – nebo přinejmenším oportunisticky projevovanou náklonnost – ke Kybelé a informuje ho o změně svých úmyslů: nyní je rozhodnuta provdat se za krále. V napjatém rozhovoru si oba navzájem vyčítají zradu (duet Pourquoi m'abandonner pour une amour nouvelle?). Až když rozčilený Atys pod Sangaridinými výčitkami hrozí, že tedy půjde za Kybelé a vše jí prozradí, ač tím přivolá její hněv, je Sangaride o jeho lásce ujištěna (duet Aimons en secret, aimons-nous). Atys jde nyní připravit zásah domluvený s Kybelé: ze svatebního obřadu je mají odnést zefyrové do dalekých krajin.
Začíná svatební obřad. První mluví Sangaridin otec, bůh řeky Sangar, pro nějž je sňatek jeho dcery s králem a Neptunovým synem vrcholnou poctou, a zve hosty k zábavě (recitativ Ô vous qui prenez part au bien de ma famille a árie se sborem Que l'on chante, que l'on danse). Hosté – bohové a nymfy řek, potoků studánek – tančí a zpívají svatební písně (sbor La beauté la plus sévère, zpívaný menuet-duet D'une constance extrême a sbor Un grand calme est trop fâcheux). Tu vstupuje Atys a oznamuje, že obřad musí být zastaven, protože sňatek Sangaride je proti vůli Kybelé, jež si z nymfy přeje mít svou kněžku. Célémus, Sangaridin otec i všichni přítomní jsou rozhořčeni a chtějí se božskému příkazu protivit, ale Atys povolává zefyry a ti před zraky užaslých přítomných odnesou Atyse i Sangaridu na svých křídlech pryč.

### 5. dějství
(Rozkošné zahrady) Célénus vyčítá Kybelé, že mu odňala Sangaride. Bohyně mu vysvětluje Atysovu (zrádnou) úlohu. Nechala Atyse a Sangaridu odnést sem do svých zahrad a z úkrytu pozorovala jejich „extrémní lásku“. Využije Célénova rozhořčení a přesvědčí ho, aby se připojil k její pomstě. Kybelé nechá Atyse a Sangaride předvést svými kněžkami. Milenci se brání výčitkám Céléna a Kybelé, žádají sice o milost, ale necítí se vinni tím, že podlehli lásce, a volají na pomoc ostatní bohy (kvartet Venez vous livrer au supplice).
Kybelé má připravenu zvlášť krutou pomstu: povolává z podsvětí Alectona s pochodní. Její dým zahalí Atysovi smysly a ten propadne šílenství (árie Atyse Ciel! Quelle vapeur m'environne). V pominutí smyslů považuje Kybelé za svou milovanou a Sangaride za nestvůru, která ji ohrožuje. Pronásleduje ji s obětním nožem. Zděšený Célénus běží za ním a pokouší se ho zastavit, stane se však jen svědkem toho, jak Atys Sangaride zabije. Kybelé krále vyzývá, aby si s ní užíval pomsty, ale ten se slovy, že byl pomstěn až příliš, klesá s pláčem nad Sangaridiným tělem.
Kybelé vrací Atysovi rozum a ukazuje mu, co způsobil. Atys je zděšen svým činem i pomstychtivostí a krutostí bohyně. Té se zdá, že nyní, po smrti sokyně, může Atysovi odpustit. Ten však ví o jediném prostředku, jak se opět setkat se Sangaride a současně navždy uniknout nesmrtelné bohyni: sám se probodne mečem, jímž zabil svou milenku. Nářek Kybelé, která ho stále miluje, umírajícího Atyse jen potěší: alespoň vlastní smrtí se může bohyni pomstít. Aby nezůstala zcela bez vzpomínky, promění Kybelé Atyse v borovici, která má být od nynějška jejím posvátným stromem (árie Que cet arbre sacré). Svolává sobě podřízená božstva – vodní nymfy, lesní bůžky a Korybanty – aby obřadem přijala strom zasvěcený bohyni jako věčnou památku na Atysův nešťastný osud (tanec nymf, tanec Korybantů a sbor Que le malheur d'Atys afflige tout le monde).